# Gonatodes petersi
Espèce
Statut de conservation UICN

 LC  : Préoccupation mineure
Gonatodes petersi, est une espèce de geckos de la famille des Sphaerodactylidae.

## Répartition
Cette espèce est endémique de l'État de Zulia au Venezuela. Elle se rencontre dans la Serranía de Perijá.

## Publication originale
- Donoso-Barros, 1967 : Diagnosis de dos nuevas especies del género Gonatodes de Venezuela. Noticiario Mensual del Museo Nacional de Historia Natural, Santiago de Chile, vol. 11, n, 129, p. 4-8.